# Endasys leioleptus
Endasys leioleptus är en stekelart som beskrevs av Luhman 1990. Endasys leioleptus ingår i släktet Endasys och familjen brokparasitsteklar. Inga underarter finns listade i Catalogue of Life.